# 厚狭郡
- 令制国一覧 > 山陽道 > 長門国 > 厚狭郡
- 日本 > 中国地方 > 山口県 > 厚狭郡

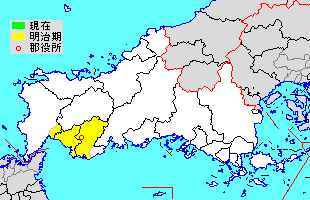
山口県厚狭郡の位置

厚狭郡（あさぐん・あづさのこおり）は、山口県（長門国）にあった郡。

## 郡域
1879年（明治12年）に行政区画として発足した当時の郡域は、下記の区域にあたる。
- 山陽小野田市の全域
- 宇部市の大部分（西岐波、亀浦三丁目、亀浦四丁目以東を除く）
- 下関市の一部（白崎、王喜宇津井、王喜本町、吉田、吉田地方以東[1]）

## 歴史

### 古代 - 近世
- 天平9年（737年） - 古文書に厚狭郡の記載が最初に現れる。当初は「あづさ」と読まれていた。
- 南北朝時代から寛文4年（1664年）までは厚東郡・厚西郡に分かれていた。一時期は吉田郡も分立していた（いずれも私郡）。
- 慶安3年（1650年） - 長州藩の行政区画である宰判が設置され、郡内には、船木宰判と吉田宰判が置かれる。

### 近世以降の沿革
- 「旧高旧領取調帳」に記載されている明治初年時点での支配は以下の通り。《　》は左記の村に含まれていると見られる。（56村）

| 知行 | 知行           | 村数 | 村名 |
| ---- | -------------- | ---- | --- |
| 藩領 | 周防山口藩     | 54村 | 東吉部村、西吉部村、奥万倉村、《今富村》、東万倉村、《矢矯村、芦河内村》、西万倉村、船木村、有帆村、東高泊村、千崎村、西高泊村、後潟開作、際波村、東須恵村、西須恵村、藤曲村、中宇部村、上宇部村、沖宇部村、中野開作村、妻崎開作村、棚井村、《広瀬村、末信村、沖ノ旦村》、吉見村、木田村、《山中村、車地村、瓜生野村》、櫟原村、《藤河内村、棯小野村、小野村、如意寺村》、市ノ小野村、宇内村、善和村、吉田村、吉田地方村、宇津井村、松屋村、埴生村、津布田村、山川村、郡村、厚狭村、鴨庄村、川上村、小串村、中山村、高畑村 |
| 藩領 | 長門府中藩     | 1村  | 福田村 |
| 藩領 | 山口藩・府中藩 | 1村  | 山野井村 |

- 明治2年8月7日（1869年9月12日） - 任知藩事にともない府中藩が改称して豊浦藩となる。
- 明治4年
  - 7月14日（1871年8月29日） - 廃藩置県により、山口県、豊浦県の管轄となる。
  - 11月15日（1871年12月26日） - 第1次府県統合により、全域が山口県の管轄となる。
- 明治初年 - 後潟開作が西高泊村に、市ノ小野村・宇内村が小野村に合併。（53村）
- 明治12年（1879年）1月6日 - 郡区町村編制法の山口県での施行により行政区画としての厚狭郡が発足。郡役所が船木村に設置。

### 町村制以降の沿革

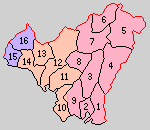
1.宇部村 2.藤山村 3.厚東村 4.二俣瀬村 5.小野村 6.吉部村 7.万倉村 8.船木村 9.厚南村 10.須恵村 11.高千帆村 12.厚西村 13.出合村 14.生田村 15.王喜村 16.吉田村（紫：下関市 赤：宇部市 橙：山陽小野田市）

- 明治22年（1889年）4月1日 - 町村制の施行により、下記の各村が発足。（16村）
  - 宇部村 ← 沖宇部村、上宇部村、川上村、中宇部村、小串村（現・宇部市）
  - 藤山村 ← 中山村、藤曲村（現・宇部市）
  - 厚東村 ← 広瀬村、棚井村、末信村、吉見村（現・宇部市）
  - 二俣瀬村 ← 山中村、木田村、車地村、善和村、瓜生野村（現・宇部市）
  - 小野村 ← 藤河内村、棯小野村、小野村、櫟原村、如意寺村（現・宇部市）
  - 吉部村 ← 東吉部村、西吉部村（現・宇部市）
  - 万倉村 ← 芦河内村、今富村、矢矯村、奥万倉村、西万倉村、東万倉村（現・宇部市）
  - 船木村（単独村制。現・宇部市）
  - 厚南村 ← 沖ノ旦村、際波村、中野開作村、妻崎開作村、東須恵村（現・宇部市）
  - 須恵村（西須恵村が単独村制。現・山陽小野田市）
  - 高千帆村 ← 有帆村、東高泊村、西高泊村、千崎村、高畑村（現・山陽小野田市）
  - 厚西村 ← 郡村、厚狭村、鴨庄村（現・山陽小野田市）
  - 出合村 ← 山川村、山野井村（現・山陽小野田市）
  - 生田村 ← 津布田村、埴生村、福田村（現・山陽小野田市）
  - 王喜村 ← 松屋村、宇津井村（現・下関市）
  - 吉田村 ← 吉田村、吉田地方村（現・下関市）
- 明治29年（1896年）9月1日 - 郡制を施行。
- 大正6年（1917年）9月1日 - 船木村が町制施行して船木町となる。（1町15村）
- 大正7年（1918年）10月1日 - 厚西村が町制施行・改称して厚狭町となる。（2町14村）
- 大正9年（1920年）4月3日 - 須恵村が町制施行・改称して小野田町となる。（3町13村）
- 大正10年（1921年）11月1日 - 宇部村が市制施行して宇部市となり、郡より離脱。（3町12村）
- 大正12年（1923年）4月1日 - 郡会が廃止。郡役所は存続。
- 大正15年（1926年）7月1日 - 郡役所が廃止。以降は地域区分名称となる。
- 昭和4年（1929年）4月1日 - 出合村が厚狭町に編入。（3町11村）
- 昭和6年（1931年）8月1日 - 藤山村が宇部市に編入。（3町10村）
- 昭和13年（1938年）4月1日 - 高千帆村が町制施行して高千帆町となる。（4町9村）
- 昭和15年（1940年）11月3日 - 小野田町・高千帆町が合併して小野田市が発足し、郡より離脱。（2町9村）
- 昭和16年（1941年）10月20日 - 厚南村が宇部市に編入。（2町8村）
- 昭和23年（1948年）6月1日 - 生田村が町制施行・改称して埴生町となる。（3町7村）
- 昭和29年（1954年）10月1日 - 厚東村・二俣瀬村・小野村が宇部市に編入。（3町4村）
- 昭和30年（1955年）
  - 4月1日 - 船木町・吉部村・万倉村が合併して楠町が発足。（3町2村）
  - 7月1日 - 王喜村・吉田村が下関市に編入。（3町）
- 昭和31年（1956年）9月30日 - 厚狭町・埴生町が合併して山陽町が発足。（2町）
- 平成16年（2004年）11月1日 - 楠町が宇部市に編入。（1町）
- 平成17年（2005年）3月22日 - 山陽町が小野田市と合併して山陽小野田市が発足。同日厚狭郡消滅。

### 変遷表
| 明治22年以前 | 明治22年以前             | 明治22年 4月1日 町村制施行 | 明治22年 - 昭和14年             | 昭和15年 - 昭和29年           | 昭和15年 - 昭和29年            | 昭和30年 - 昭和64年         | 昭和30年 - 昭和64年          | 平成元年 - 現在               | 平成元年 - 現在              | 現在         |
| ------------ | ------------------------ | -------------------------- | ------------------------------- | ----------------------------- | ------------------------------ | --------------------------- | ---------------------------- | ----------------------------- | ---------------------------- | ------------ |
| 奥万倉村     | 一部                     | 万倉村                     | 万倉村                          | 万倉村                        | 万倉村                         | 昭和30年4月1日 楠町         | 昭和30年11月1日 美祢市に編入 | 美祢市                        | 平成20年3月21日 美祢市の一部 | 美祢市       |
| 奥万倉村     | 一部                     | 万倉村                     | 万倉村                          | 万倉村                        | 万倉村                         | 昭和30年4月1日 楠町         | 楠町                         | 楠町                          | 平成16年11月1日 宇部市に編入 | 宇部市       |
| 西万倉村     |                          | 万倉村                     | 万倉村                          | 万倉村                        | 万倉村                         | 昭和30年4月1日 楠町         | 楠町                         | 楠町                          | 平成16年11月1日 宇部市に編入 | 宇部市       |
| 東万倉村     |                          | 万倉村                     | 万倉村                          | 万倉村                        | 万倉村                         | 昭和30年4月1日 楠町         | 楠町                         | 楠町                          | 平成16年11月1日 宇部市に編入 | 宇部市       |
| 芦河内村     |                          | 万倉村                     | 万倉村                          | 万倉村                        | 万倉村                         | 昭和30年4月1日 楠町         | 楠町                         | 楠町                          | 平成16年11月1日 宇部市に編入 | 宇部市       |
| 今富村       |                          | 万倉村                     | 万倉村                          | 万倉村                        | 万倉村                         | 昭和30年4月1日 楠町         | 楠町                         | 楠町                          | 平成16年11月1日 宇部市に編入 | 宇部市       |
| 矢矯村       |                          | 万倉村                     | 万倉村                          | 万倉村                        | 万倉村                         | 昭和30年4月1日 楠町         | 楠町                         | 楠町                          | 平成16年11月1日 宇部市に編入 | 宇部市       |
| 船木村       | 船木村                   | 船木村                     | 大正6年9月1日 町制 船木町       | 船木町                        | 船木町                         | 昭和30年4月1日 楠町         | 楠町                         | 楠町                          | 平成16年11月1日 宇部市に編入 | 宇部市       |
| 東吉部村     | 東吉部村                 | 吉部村                     | 吉部村                          | 吉部村                        | 吉部村                         | 昭和30年4月1日 楠町         | 楠町                         | 楠町                          | 平成16年11月1日 宇部市に編入 | 宇部市       |
| 西吉部村     |                          | 吉部村                     | 吉部村                          | 吉部村                        | 吉部村                         | 昭和30年4月1日 楠町         | 楠町                         | 楠町                          | 平成16年11月1日 宇部市に編入 | 宇部市       |
| 沖宇部村     | 沖宇部村                 | 宇部村                     | 大正10年11月1日 市制 宇部市     | 宇部市                        | 宇部市                         | 宇部市                      | 宇部市                       | 宇部市                        | 宇部市                       | 宇部市       |
| 上宇部村     |                          | 宇部村                     | 大正10年11月1日 市制 宇部市     | 宇部市                        | 宇部市                         | 宇部市                      | 宇部市                       | 宇部市                        | 宇部市                       | 宇部市       |
| 川上村       |                          | 宇部村                     | 大正10年11月1日 市制 宇部市     | 宇部市                        | 宇部市                         | 宇部市                      | 宇部市                       | 宇部市                        | 宇部市                       | 宇部市       |
| 中宇部村     |                          | 宇部村                     | 大正10年11月1日 市制 宇部市     | 宇部市                        | 宇部市                         | 宇部市                      | 宇部市                       | 宇部市                        | 宇部市                       | 宇部市       |
| 小串村       |                          | 宇部村                     | 大正10年11月1日 市制 宇部市     | 宇部市                        | 宇部市                         | 宇部市                      | 宇部市                       | 宇部市                        | 宇部市                       | 宇部市       |
| 中山村       | 中山村                   | 藤山村                     | 昭和6年8月1日 宇部市に編入      | 宇部市                        | 宇部市                         | 宇部市                      | 宇部市                       | 宇部市                        | 宇部市                       | 宇部市       |
| 藤曲村       |                          | 藤山村                     | 昭和6年8月1日 宇部市に編入      | 宇部市                        | 宇部市                         | 宇部市                      | 宇部市                       | 宇部市                        | 宇部市                       | 宇部市       |
| 広瀬村       | 広瀬村                   | 厚東村                     | 厚東村                          | 厚東村                        | 昭和29年10月1日 宇部市に編入   | 宇部市                      | 宇部市                       | 宇部市                        | 宇部市                       | 宇部市       |
| 棚井村       |                          | 厚東村                     | 厚東村                          | 厚東村                        | 昭和29年10月1日 宇部市に編入   | 宇部市                      | 宇部市                       | 宇部市                        | 宇部市                       | 宇部市       |
| 末信村       |                          | 厚東村                     | 厚東村                          | 厚東村                        | 昭和29年10月1日 宇部市に編入   | 宇部市                      | 宇部市                       | 宇部市                        | 宇部市                       | 宇部市       |
| 吉見村       |                          | 厚東村                     | 厚東村                          | 厚東村                        | 昭和29年10月1日 宇部市に編入   | 宇部市                      | 宇部市                       | 宇部市                        | 宇部市                       | 宇部市       |
| 山中村       | 山中村                   | 二俣瀬村                   | 二俣瀬村                        | 二俣瀬村                      | 昭和29年10月1日 宇部市に編入   | 宇部市                      | 宇部市                       | 宇部市                        | 宇部市                       | 宇部市       |
| 木田村       |                          | 二俣瀬村                   | 二俣瀬村                        | 二俣瀬村                      | 昭和29年10月1日 宇部市に編入   | 宇部市                      | 宇部市                       | 宇部市                        | 宇部市                       | 宇部市       |
| 車地村       |                          | 二俣瀬村                   | 二俣瀬村                        | 二俣瀬村                      | 昭和29年10月1日 宇部市に編入   | 宇部市                      | 宇部市                       | 宇部市                        | 宇部市                       | 宇部市       |
| 善和村       |                          | 二俣瀬村                   | 二俣瀬村                        | 二俣瀬村                      | 昭和29年10月1日 宇部市に編入   | 宇部市                      | 宇部市                       | 宇部市                        | 宇部市                       | 宇部市       |
| 瓜生野村     |                          | 二俣瀬村                   | 二俣瀬村                        | 二俣瀬村                      | 昭和29年10月1日 宇部市に編入   | 宇部市                      | 宇部市                       | 宇部市                        | 宇部市                       | 宇部市       |
| 藤河内村     | 藤河内村                 | 小野村                     | 小野村                          | 小野村                        | 昭和29年10月1日 宇部市に編入   | 宇部市                      | 宇部市                       | 宇部市                        | 宇部市                       | 宇部市       |
| 棯小野村     |                          | 小野村                     | 小野村                          | 小野村                        | 昭和29年10月1日 宇部市に編入   | 宇部市                      | 宇部市                       | 宇部市                        | 宇部市                       | 宇部市       |
| 小野村       |                          | 小野村                     | 小野村                          | 小野村                        | 昭和29年10月1日 宇部市に編入   | 宇部市                      | 宇部市                       | 宇部市                        | 宇部市                       | 宇部市       |
| 市ノ小野村   | 明治初年 小野村 に合併   | 小野村                     | 小野村                          | 小野村                        | 昭和29年10月1日 宇部市に編入   | 宇部市                      | 宇部市                       | 宇部市                        | 宇部市                       | 宇部市       |
| 宇内村       | 明治初年 小野村 に合併   | 小野村                     | 小野村                          | 小野村                        | 昭和29年10月1日 宇部市に編入   | 宇部市                      | 宇部市                       | 宇部市                        | 宇部市                       | 宇部市       |
| 櫟原村       |                          | 小野村                     | 小野村                          | 小野村                        | 昭和29年10月1日 宇部市に編入   | 宇部市                      | 宇部市                       | 宇部市                        | 宇部市                       | 宇部市       |
| 如意寺村     |                          | 小野村                     | 小野村                          | 小野村                        | 昭和29年10月1日 宇部市に編入   | 宇部市                      | 宇部市                       | 宇部市                        | 宇部市                       | 宇部市       |
| 沖ノ旦村     | 沖ノ旦村                 | 厚南村                     | 厚南村                          | 昭和16年10月20日 宇部市に編入 | 宇部市                         | 宇部市                      | 宇部市                       | 宇部市                        | 宇部市                       | 宇部市       |
| 際波村       |                          | 厚南村                     | 厚南村                          | 昭和16年10月20日 宇部市に編入 | 宇部市                         | 宇部市                      | 宇部市                       | 宇部市                        | 宇部市                       | 宇部市       |
| 中野開作村   |                          | 厚南村                     | 厚南村                          | 昭和16年10月20日 宇部市に編入 | 宇部市                         | 宇部市                      | 宇部市                       | 宇部市                        | 宇部市                       | 宇部市       |
| 妻崎開作村   |                          | 厚南村                     | 厚南村                          | 昭和16年10月20日 宇部市に編入 | 宇部市                         | 宇部市                      | 宇部市                       | 宇部市                        | 宇部市                       | 宇部市       |
| 東須恵村     | 一部                     | 厚南村                     | 厚南村                          | 昭和16年10月20日 宇部市に編入 | 宇部市                         | 宇部市                      | 宇部市                       | 宇部市                        | 宇部市                       | 宇部市       |
| 東須恵村     | 一部                     | 厚南村                     | 厚南村                          | 昭和16年10月20日 宇部市に編入 | 宇部市                         | 宇部市                      | 宇部市                       | 平成元年9月1日 小野田市に編入 | 平成17年3月22日 山陽小野田市 | 山陽小野田市 |
| 東須恵村     | 一部                     | 厚南村                     | 厚南村                          | 昭和16年10月20日 宇部市に編入 | 昭和18年9月15日 小野田市に編入 | 小野田市                    | 小野田市                     | 小野田市                      | 平成17年3月22日 山陽小野田市 | 山陽小野田市 |
| 西須恵村     | 西須恵村                 | 須恵村                     | 大正9年4月3日 町制改称 小野田町 | 昭和15年11月3日 小野田市      | 小野田市                       | 小野田市                    | 小野田市                     | 小野田市                      | 平成17年3月22日 山陽小野田市 | 山陽小野田市 |
| 高畑村       | 高畑村                   | 高千帆村                   | 昭和13年4月1日 町制 高千帆町    | 昭和15年11月3日 小野田市      | 小野田市                       | 小野田市                    | 小野田市                     | 小野田市                      | 平成17年3月22日 山陽小野田市 | 山陽小野田市 |
| 東高泊村     |                          | 高千帆村                   | 昭和13年4月1日 町制 高千帆町    | 昭和15年11月3日 小野田市      | 小野田市                       | 小野田市                    | 小野田市                     | 小野田市                      | 平成17年3月22日 山陽小野田市 | 山陽小野田市 |
| 西高泊村     |                          | 高千帆村                   | 昭和13年4月1日 町制 高千帆町    | 昭和15年11月3日 小野田市      | 小野田市                       | 小野田市                    | 小野田市                     | 小野田市                      | 平成17年3月22日 山陽小野田市 | 山陽小野田市 |
| 後潟開作     | 明治初年 西高泊村 に合併 | 高千帆村                   | 昭和13年4月1日 町制 高千帆町    | 昭和15年11月3日 小野田市      | 小野田市                       | 小野田市                    | 小野田市                     | 小野田市                      | 平成17年3月22日 山陽小野田市 | 山陽小野田市 |
| 千崎村       |                          | 高千帆村                   | 昭和13年4月1日 町制 高千帆町    | 昭和15年11月3日 小野田市      | 小野田市                       | 小野田市                    | 小野田市                     | 小野田市                      | 平成17年3月22日 山陽小野田市 | 山陽小野田市 |
| 有帆村       |                          | 高千帆村                   | 昭和13年4月1日 町制 高千帆町    | 昭和15年11月3日 小野田市      | 小野田市                       | 小野田市                    | 小野田市                     | 小野田市                      | 平成17年3月22日 山陽小野田市 | 山陽小野田市 |
| 厚狭村       | 厚狭村                   | 厚西村                     | 大正7年10月1日 町制改称 厚狭町  | 厚狭町                        | 厚狭町                         | 昭和31年9月30日 山陽町      | 昭和31年9月30日 山陽町       | 山陽町                        | 平成17年3月22日 山陽小野田市 | 山陽小野田市 |
| 郡村         |                          | 厚西村                     | 大正7年10月1日 町制改称 厚狭町  | 厚狭町                        | 厚狭町                         | 昭和31年9月30日 山陽町      | 昭和31年9月30日 山陽町       | 山陽町                        | 平成17年3月22日 山陽小野田市 | 山陽小野田市 |
| 鴨庄村       |                          | 厚西村                     | 大正7年10月1日 町制改称 厚狭町  | 厚狭町                        | 厚狭町                         | 昭和31年9月30日 山陽町      | 昭和31年9月30日 山陽町       | 山陽町                        | 平成17年3月22日 山陽小野田市 | 山陽小野田市 |
| 山野井村     | 山野井村                 | 出合村                     | 昭和4年4月1日 厚狭町に編入      | 厚狭町                        | 厚狭町                         | 昭和31年9月30日 山陽町      | 昭和31年9月30日 山陽町       | 山陽町                        | 平成17年3月22日 山陽小野田市 | 山陽小野田市 |
| 山川村       |                          | 出合村                     | 昭和4年4月1日 厚狭町に編入      | 厚狭町                        | 厚狭町                         | 昭和31年9月30日 山陽町      | 昭和31年9月30日 山陽町       | 山陽町                        | 平成17年3月22日 山陽小野田市 | 山陽小野田市 |
| 埴生村       | 埴生村                   | 生田村                     | 生田村                          | 生田村                        | 昭和23年6月1日 町制改称 埴生町 | 昭和31年9月30日 山陽町      | 昭和31年9月30日 山陽町       | 山陽町                        | 平成17年3月22日 山陽小野田市 | 山陽小野田市 |
| 福田村       |                          | 生田村                     | 生田村                          | 生田村                        | 昭和23年6月1日 町制改称 埴生町 | 昭和31年9月30日 山陽町      | 昭和31年9月30日 山陽町       | 山陽町                        | 平成17年3月22日 山陽小野田市 | 山陽小野田市 |
| 津布田村     |                          | 生田村                     | 生田村                          | 生田村                        | 昭和23年6月1日 町制改称 埴生町 | 昭和31年9月30日 山陽町      | 昭和31年9月30日 山陽町       | 山陽町                        | 平成17年3月22日 山陽小野田市 | 山陽小野田市 |
| 松屋村       | 松屋村                   | 王喜村                     | 王喜村                          | 王喜村                        | 王喜村                         | 昭和30年7月1日 下関市に編入 | 昭和30年7月1日 下関市に編入  | 下関市                        | 平成17年2月13日 下関市の一部 | 下関市       |
| 宇津井村     |                          | 王喜村                     | 王喜村                          | 王喜村                        | 王喜村                         | 昭和30年7月1日 下関市に編入 | 昭和30年7月1日 下関市に編入  | 下関市                        | 平成17年2月13日 下関市の一部 | 下関市       |
| 吉田村       | 吉田村                   | 吉田村                     | 吉田村                          | 吉田村                        | 吉田村                         | 昭和30年7月1日 下関市に編入 | 昭和30年7月1日 下関市に編入  | 下関市                        | 平成17年2月13日 下関市の一部 | 下関市       |
| 吉田地方村   |                          | 吉田村                     | 吉田村                          | 吉田村                        | 吉田村                         | 昭和30年7月1日 下関市に編入 | 昭和30年7月1日 下関市に編入  | 下関市                        | 平成17年2月13日 下関市の一部 | 下関市       |

## 行政
歴代郡長
| 代 | 氏名 | 就任年月日               | 退任年月日                | 備考                   |
| -- | ---- | ------------------------ | ------------------------- | ---------------------- |
| 1  |      | 明治12年（1879年）1月6日 |                           |                        |
|    |      |                          | 大正15年（1926年）6月30日 | 郡役所廃止により、廃官 |